# Флаг Сампсониевского
Флаг внутригородского муниципального образования муниципальный округ Сампсо́ниевское в Выборгском районе города Санкт-Петербурга Российской Федерации — опознавательно-правовой знак, служащий официальным символом муниципального образования и знаком единства его населения
Флаг утверждён 9 июня 2009 года и внесён в Государственный геральдический регистр Российской Федерации с присвоением регистрационного номера 4988.

## Описание
«Флаг муниципального образования муниципальный округ Сампсониевское представляет собой прямоугольное полотнище с отношением ширины флага к длине — 2:3, воспроизводящее композицию герба муниципального образования муниципальный округ Сампсониевское в белом, красном и жёлтом цветах».
Геральдическое описание герба гласит: «В серебряном поле червлёный (красный) мурованный вписанный внизу дом с остроконечной крышей с широкой трубой на коньке, обременённый золотым юношей, раздирающим пасть зажатого у него между ног золотого идущего и обернувшегося льва».

## Символика
Флаг составлен на основании герба муниципального образования муниципальный округ Сампсониевское, в соответствии с традициями и правилами геральдики и отражает исторические, культурные, социально-экономические, национальные и иные местные традиции.
Юноша, разрывающий пасть льву — аллегория победы России над Швецией в Полтавской битве. С этим событием связано название муниципального образования, проспекта и церкви.
Через территорию муниципального образования муниципальный округ Сампсониевское проходит Большой Сампсониевский проспект (в 1923—1991 годах — проспект К. Маркса), который в первой половине XVIII века входил в состав Дороги на Выборг (ныне — Выборгское шоссе). Участок от реки Невы до улицы Александра Матросова на плане 1753 года и в рукописи «Описания Петербурга» А. Богданова (1762 год) обозначен как Самсоньевская Переспективная улица — в написании принятом в XVIII и XIX веках. Название дано по собору Святого Сампсония Странноприимца. Собор построен в 1728—1740 годах на месте, где ещё Петром I была заложена первая деревянная церковь в память победы над шведами под Полтавой 27 июня (8 июля) 1709 года — в день Святого Сампсония. С этим же событием связано и название муниципального образования. Аллегория победы русского оружия в Полтавской битве — Самсон, раздирающий пасть льву. Эта победа — первопричина возникновения топонима Сампсониевское.
Красный дом — символ многочисленных памятников промышленной архитектуры XIX — начала XX веков, расположенных на территории округа.
На Большом Сампсониевском проспекте находились крупнейшие заводы Выборгской стороны. В 1842 году выходец из Швеции Эммануил Нобель основал фабрику по производству морских мин. В 1862 году Нобелем рядом с орудийным было налажено чугунолитейное производство. В 1908 году завод первым в России перешёл на выпуск двигателей внутреннего сгорания. Позднее это завод «Русский дизель». Владения Л. Нобеля простирались от Большой Невки до Финляндской железной дороги.
Прядильно-ткацкая фабрика «Октябрьская», директором которой в 1937—1938 годах был А. Н. Косыгин. На месте этой фабрики некогда располагалась Сампсониевская бумагопрядильная мануфактура, одно из старейший ткацких предприятий города, основанное в 1837 году.
Старейшие здания предприятия «Красная Заря» выходящие к углу Гельсингфорсского переулка являются образцом кирпичного стиля в промышленной архитектуре XIX—XX веков (1899, 1910—1913 годы, архитектор — К. К. Шмидт). Рядом с корпусами советской постройки высятся остроконечные квадратные башни старинных фабричных сооружений (1911 год, архитектор — Н. В. Васильев).
На левой стороне Большого Сампсониевского проспекта стоят краснокирпичные здания бывшего машиностроительного завода им К. Маркса, в дореволюционное время — завода «Новый Лесснер». Предприятие было основано в 1908 году и являлось крупнейшим в России производителем кузнечных горнов, двигателей и паровых машин. С 6 по 15 августа 1913 года на нём происходила новолесснеровская стачка, продолжавшаяся 102 дня.
Рабочие заводов Выборгской стороны приняли активное участие в революционных событиях 1917 года. В дни февральской революции на Большом Сампсониевском проспекте выросли баррикады. В одном из домов на этом проспекте 26 июля 1917 года открылось заседание VI съезда РСДРП(б).
В 1975 году у Кантемировской улицы был построен наземный павильон станции метро Лесная.
Жёлтый цвет (золото) — могущество, сила, постоянство, вера, справедливость, добродетель, верность.
Белый цвет (серебро) — чистота помыслов, искренность, правдивость, невинность, благородство, откровенность, непорочность, надежда.
Красный цвет — сила, могущество, благородство, право, мужество, храбрость, неустрашимость. Геральдический цвет Санкт-Петербурга (наряду с золотом и серебром).